# Tischeria sparmanniae
Tischeria sparmanniae là một loài bướm đêm thuộc họ Tischeriidae. Nó được tìm thấy ở Nam Phi, Zimbabwe và Namibia.
Ấu trùng ăn Sparmannia ricinocarpa. Chúng có thể ăn lá nơi chúng làm tổ.